# Ernst Pittschau (Schauspieler, 1859)

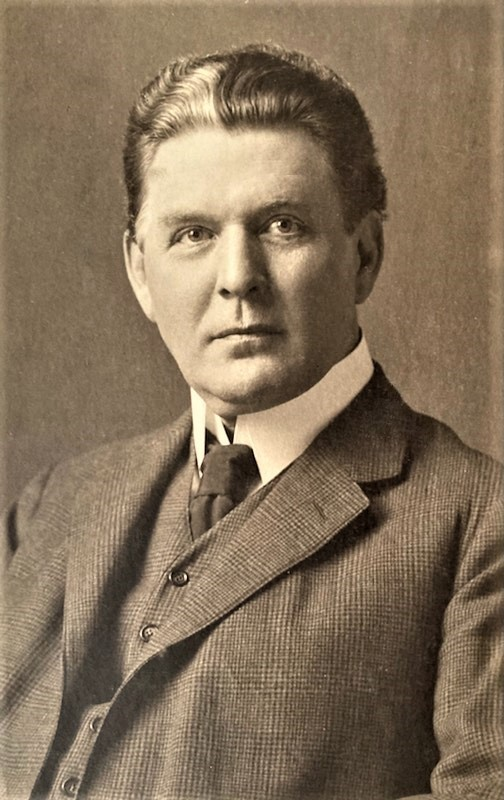
Ernst Pittschau (1914)

Ernst Wilhelm Pittschau (* 10. November 1859 in Egeln, Königreich Preußen; † 19. November 1916 in Wien, Österreich-Ungarn) war ein deutscher Bühnenschauspieler.

## Leben und Wirken

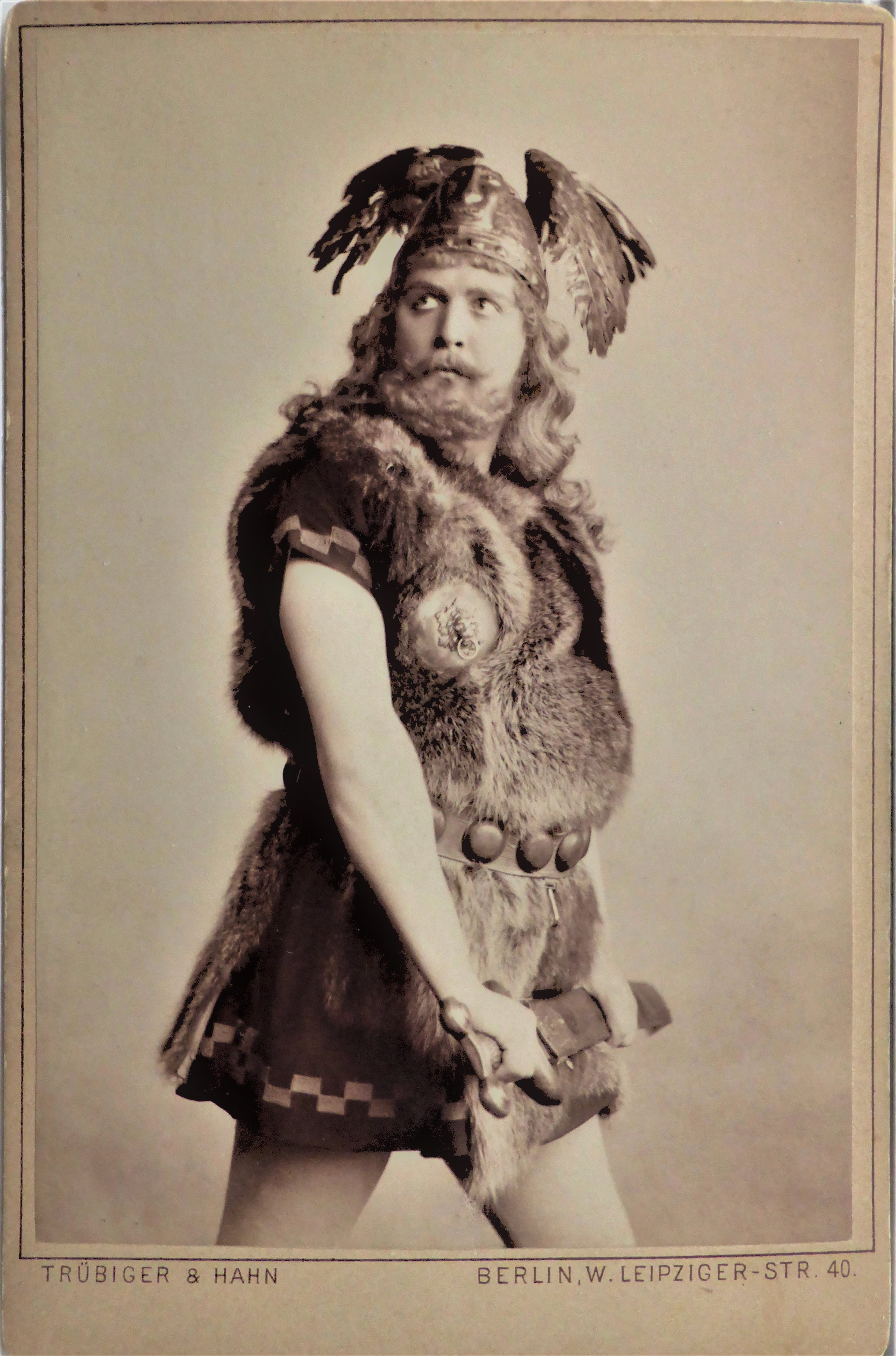
Ernst Pittschau sen. als Hermann 1888 in Die Hermannsschlacht

Der in Egeln bei Magdeburg geborene Sohn der Aufsehers und Landwirts Christoph Christian Pittschau ging nach dem Abschluss an der Realschule direkt zum Theater, ohne irgendeine schauspielerische Ausbildung genossen zu haben. Am 25. Dezember 1878 gab Ernst Pittschau seinen Einstand mit dem Reinhardt in dem Stück Dorf und Stadt am Theater von Aschersleben. Nach zwei Jahren an unbedeutenden Provinzbühnen kam Pittschau 1882 ans Stadttheater von Altona (heute Teil Hamburgs). 1883 wurde Pittschau senior im Rollenfach Erster Held und Liebhaber an das Stadttheater von Göttingen geholt. 1885 kam er ans Theater von Halle (Saale), wo Pittschau seinen Einstand mit Goethes Egmont gab. Nächste Bühnenstation wurde das Lobe-Theater in Breslau. Hier wurde der Theatermacher Adolph L’Arronge auf den jungen Künstler aufmerksam und engagierte ihn für ein Gastspiel des Wilhelm Tell an das von ihm gegründete Deutsche Theater Berlin, an dem Pittschau in der Folge ähnliche Rollen verkörperte wie z. B. 1888 die Figur des Hermann in Kleists Die Hermannsschlacht. Nach zehn Jahren wechselte Ernst Pittschau 1897 in das Ensemble des Berliner Theaters, ebenfalls in der Reichshauptstadt gelegen. Hier gab er seinen Einstand mit hochherrschaftlichen Rollen: Pittschau verkörperte sowohl einen Papst als auch einen Kaiser. Ein weiteres Jahr später, im Juni 1898, gab er ein vielbeachtetes – aber auch viel kritisiertes – Gastspiel an Wiens Hofburgtheater, bei dem er u. a. in Halms Der Sohn der Wildnis die Rolle Ingomars, in Grillparzers Weh dem der lügt die Figur des Kattwald und in Schillers Wilhelm Tell die Titelpartie verkörperte.

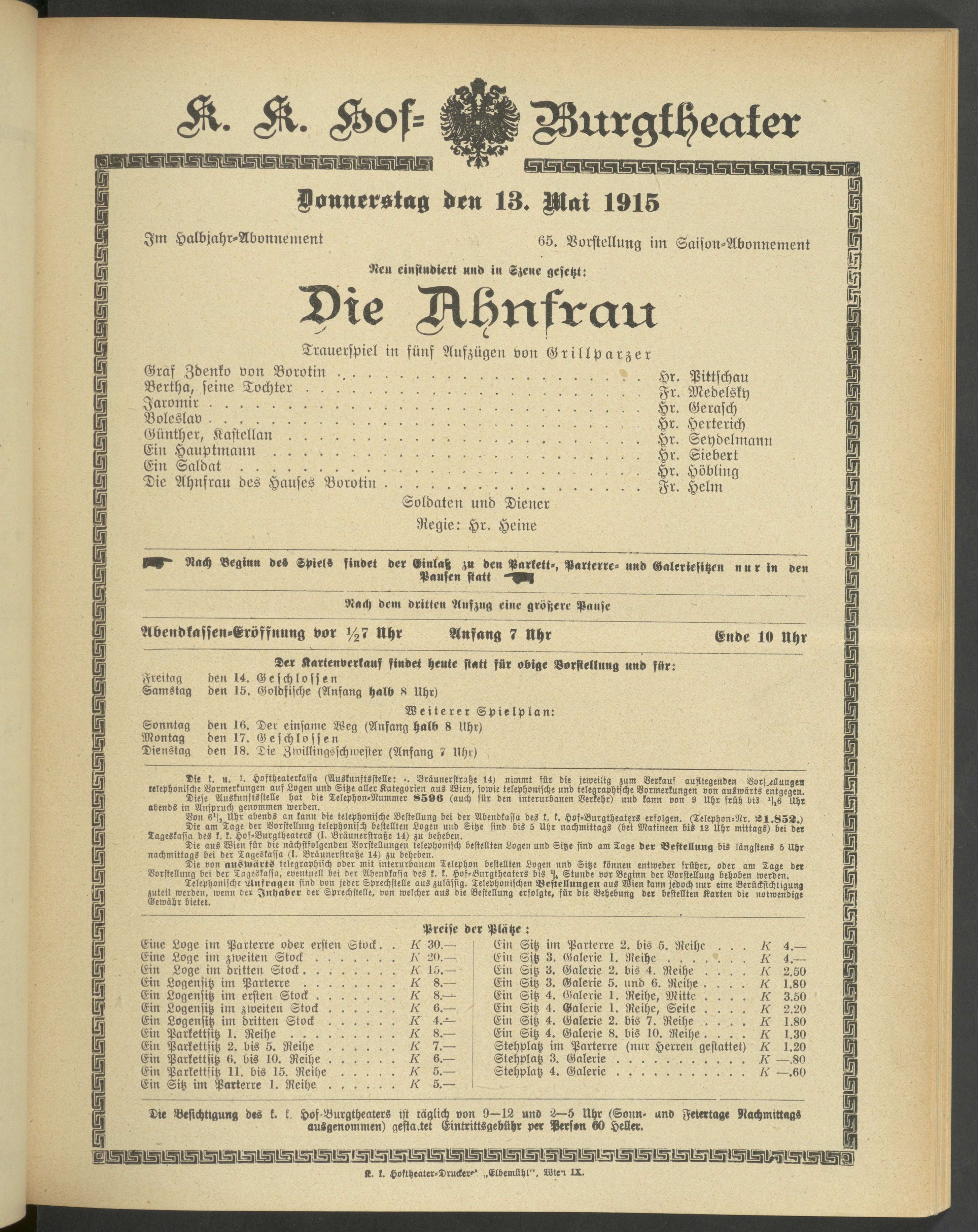
Pittschau in Die Ahnfrau von Franz Grillparzer, Theaterzettel, Wiener Burgtheater, 13. Mai 1915

Wie Ludwig Eisenbergs Großes biographisches Lexikon der Deutschen Bühne im XIX. Jahrhundert vermerkt, kennzeichnete sein Rollenfach Pittschaus „schwere wuchtige Erscheinung“, verbunden „mit einer gewissen Behäbigkeit“. Zu seinen Paraderollen bis zur Jahrhundertwende zählten sein Pfarrer Sang in Björnsons Stück Über die Kraft, der Junker Tobias in Shakespeares Was ihr wollt, der Hermann in Kleists Die Hermannsschlacht, der Götz von Berlichingen im gleichnamigen Goethe-Stück, Shakespeares Falstaff, der Graf Kattwald in Grillparzers Lustspiel Weh dem, der lügt!, der Kurfürst in Kleists Drama Der Prinz von Homburg sowie Der Richter von Zalamea im gleichnamigen Calderón-Drama. Seine letzten Lebensjahre verbrachte Ernst Pittschau in Wien, wo er elf Jahre lang, beginnend am 19. September 1905 in der Rolle des Prinzen von Kottwitz in Der Prinz von Homburg, am Burgtheater wirkte. In der Folge war Pittschau sowohl in zahlreichen zeitgenössischen als auch klassischen Stücken zu sehen, so etwa 1908 in Tolstois Anna Karenina als Fürst  Schtscherbazkij, in Friedrich Schillers Maria Stuartals Shrewsbury, 1912 in Arthur Schnitzlers Der junge Medardus als Baumann, 1913 in einer seiner Paraderollen als Don Lope in Calderons Der Richter von Zalamea, 1914 als Verrina in Schillers Die Verschwörung des Fiesko zu Genua, 1915 als Oberst Buttler in Schillers Wallensteins Tod oder noch 1916 als Capulet in Shakespeares Romeo und Julia und in Molières Don Juan (neben Harry Walden, Max Devrient, Otto Tressler und Rosa Albach-Retty). Doch im Lauf des Jahres erkrankte Pittschau schwer. Im September 1916 wurde er auf Befürwortung von Burgtheaterdirektor Hugo Thiemig noch ausnahmsweise zum k. k. Hofschauspieler ernannt – obwohl sonst während des Weltkrieges keine Ernennungen erfolgten – der auch wenige Wochen danach die Grabrede auf Pittschau am evangelischen Friedhof Simmering (Wien) hielt. „Eine gewisse Schwere und Wuchtigkeit kennzeichnete sein darstellerisches Wesen“ wie die Neue Freie Presse in einem Nachruf am 20. November 1916 konstatierte.

### Familie

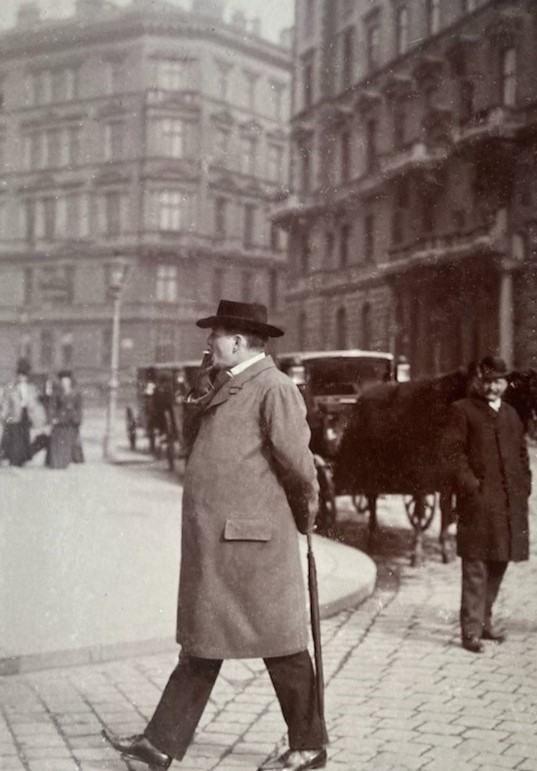
Ernst Pittschau auf dem Weg zum Bühneneingang des Hofburgtheaters (1915)

1882 hatte er in Altona Caroline Binder geheiratet. Dem Paar wurden fünf Kinder geboren, von denen die beiden Söhne Theater- und Filmschauspieler wurden: Ernst Pittschau jun. (1883–1951) und Walther Pittschau (1889–1946). Caroline Pittschau verstarb 1899. In einer Produktion von Björnstjerne Björnsons Stück Über unsere Kraft – Zweiter Teil im Jänner 1901 am Berliner Theater, in der Pittschau die Rolle des Fabrikbesitzers Holger verkörperte, lernte er Hilda Hofer, (mit der er ab 1897 in einigen Produktionen gemeinsam aufgetreten war) in der Rolle der Rahel Sang näher kennen. Das Paar heiratete am 10. September 1901 in Berlin. Die Wiener Schauspielerin Hofer (geb. Schützenhofer) änderte nach der Eheschließung ihren Bühnennamen zunächst in „Hilde Pittschau“, später in Hilde Hofer-Pittschau, die ihren Mann um 45 Jahre überlebte. Der Ehe entstammten zwei Söhne – der bei einem Autounfall tödlich verunglückte, international höchst erfolgreiche Bühnen- und Filmschauspieler Werner Pittschau (1902–1928) und der weniger erfolgreiche Filmschauspieler Hermann Pittschau (1909–1945).

## Weblink
- Kleine Chronik. † Ernst Pittschau. In: Neue Freie Presse, 20. November 1916, S. 8 (online bei ANNO).